# حبيل الدحية (السبرة)

تعديل مصدري - تعديل

حبيل الدحية محلة تابعة لقرية الحجرية، التابعة لعزلة بني عاطف بمديرية السبرة إحدى مديريات محافظة إب في الجمهورية اليمنية.، بلغ تعداد سكانها 32 حسب تعداد اليمن لعام 2004.